# Kanton Saint-Vincent-de-Tyrosse
Der Kanton Saint-Vincent-de-Tyrosse war bis 2015 ein französischer Wahlkreis im Arrondissement Dax, im Département Landes und in der Region Aquitanien; sein Hauptort war Saint-Vincent-de-Tyrosse, Vertreter im Generalrat des Départements war von 2004 bis 2011 Jean-François Dussin (PS). Ihm folgte Michèle Labeyrie (ebenfalls PS) nach. 
Der Kanton war 214,93 km² groß und hatte 31.595 Einwohner (Stand 2012). 

## Gemeinden
Der Kanton umfasste die Wahlberechtigten aus elf Gemeinden:
| Gemeinde                 | Einwohner Jahr | Fläche km² | Bevölkerungsdichte | Code INSEE | Postleitzahl |
| ------------------------ | -------------- | ---------- | ------------------ | ---------- | ------------ |
| Bénesse-Maremne          | 2624 (2013)    | –          | – Einw./km²        | 40230      | 40036        |
| Capbreton                | 8396 (2013)    | –          | – Einw./km²        | 40130      | 40065        |
| Josse                    | 864 (2013)     | –          | – Einw./km²        | 40230      | 40129        |
| Labenne                  | 5419 (2013)    | –          | – Einw./km²        | 40530      | 40133        |
| Orx                      | 579 (2013)     | –          | – Einw./km²        | 40230      | 40213        |
| Saint-Jean-de-Marsacq    | 1401 (2013)    | –          | – Einw./km²        | 40230      | 40264        |
| Sainte-Marie-de-Gosse    | 1106 (2013)    | –          | – Einw./km²        | 40390      | 40271        |
| Saint-Martin-de-Hinx     | 1359 (2013)    | –          | – Einw./km²        | 40390      | 40272        |
| Saint-Vincent-de-Tyrosse | 7773 (2013)    | –          | – Einw./km²        | 40230      | 40284        |
| Saubion                  | 1376 (2013)    | –          | – Einw./km²        | 40230      | 40291        |
| Saubrigues               | 1384 (2013)    | –          | – Einw./km²        | 40230      | 40292        |